# Oprah Winfrey
Oprah Gail Winfrey, nata Orpah Gail Winfrey (Kosciusko, 29 gennaio 1954), è una conduttrice televisiva, autrice televisiva, attrice, scrittrice, filantropa e imprenditrice statunitense.

Firma di Oprah Winfrey

Soprannominata negli Stati Uniti la "Regina di tutti i media", è considerata tra le donne più potenti al mondo ed è stata classificata come la persona afroamericana più ricca del XXI secolo. Il suo talk show The Oprah Winfrey Show, andato in onda dal 1986 al 2011, è stato il programma più quotato del suo genere nella storia televisiva statunitense, proponendo interviste ad oltre 37.000 persone, vincendo 18 Emmy Award e facendo ottenere alla Winfrey il Lifetime Achievement Award.
Nel corso della carriera ha recitato e prodotto numerosi film e serie televisive, tra cui Il colore viola (1985), grazie a cui viene candidata ai Premi Oscar e ai Golden Globe, in The Butler - Un maggiordomo alla Casa Bianca (2013), che le vale due nomine agli SAG Award e in Selma - La strada per la libertà (2014) ottenendo una seconda candidatura ai Premi Oscar. Nel 2011 le è stato conferito il Premio Oscar umanitario Jean Hersholt, e nel 2018 il Golden Globe alla carriera.
Dal 2008 è proprietaria di una rete televisiva on-demand, Oprah Winfrey Network, in partnership con Discovery Inc., distribuito in numerosi paesi, tra cui Stati Uniti, Canada, Australia, Regno Unito, Sudafrica e Russia, possiede una quota della multinazionale WW International, investendo inoltre nell'editoria, fondando il The Oprah Magazine, il marchio editoriale An Oprah Book, oltre ad aver co-scritto dieci libri autobiografici. Grazie a i suoi successi e investimenti ha un patrimonio stimato di 2,7 miliardi di dollari al 2020.

## Biografia

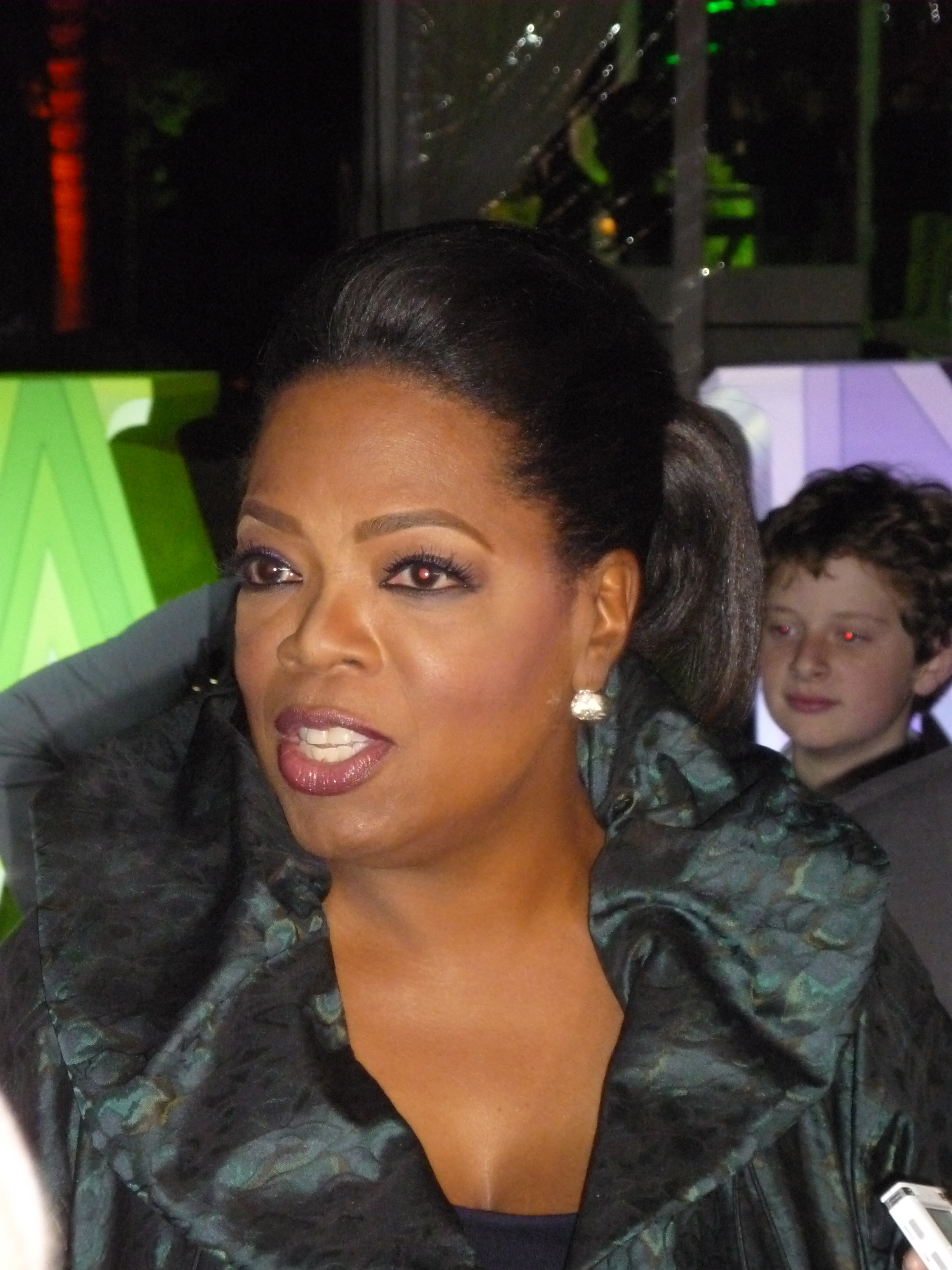
Oprah Winfrey nel 2011.

Oprah Winfrey, nata a Kosciusko, Mississippi, il 29 gennaio del 1954, è figlia di Vernita Lee (1935-2018), domestica afroamericana e Vernon Winfrey, minatore e barbiere, successivamente entrato nelle forze armate statunitensi al momento della nascita della figlia. Tuttavia l'agricoltore del Mississippi e veterano della seconda guerra mondiale Noah Robinson Sr. ha affermato di essere il suo padre biologico, sebbene non sia ancora stato confermato.
Dopo la nascita di Orpah, il cui nome venne negli anni storpiato in Oprah per una difficoltà di pronuncia dello stesso, la madre viaggiò verso nord del paese, affidando la bambina nei suoi primi sei anni di vita alla nonna materna, Hattie Mae Presley Lee, in condizioni di grave povertà. L'infanzia della Winfrey fu caratterizzata da una forte presenza della fede cristiana, tanto che per la sua capacità di interpretare i passi della bibbia venne soprannominata "la predicatrice" nella chiesa locale. All'età di sei anni, Winfrey si trasferì in un quartiere povero di Milwaukee, Wisconsin, con sua madre e la sorella minore, Patricia, morta all'età di 43 anni per overdose da droghe e stupefacenti. Lì ha frequentato la Lincoln High School, ma dopo i primi anni, è stata trasferita alla Nicolet High School della periferia.
Dal 1962, la madre stava avendo difficoltà a crescere entrambe le figlie, così Winfrey fu mandata temporaneamente a vivere con il padre a Nashville, Tennessee. Il padre diede molta importanza all'istruzione, tanto che la Winfrey divenne una studentessa modello, fu votata come ragazza più popolare e si unì alla squadra di logopedia della East Nashville High School, piazzandosi seconda nella nazione nell'interpretazione drammatica.
Poco tempo dopo, la madre diede alla luce una terza figlia, data in adozione per la grave situazione economica in cui versava la madre, fatto venuto alla luce solamente nel 2010. Quando la Winfrey tornò a vivere con sua madre, nacque il fratellastro, Jeffrey, che morì per cause legate all'AIDS nel 1989. Nel 1967, all'età di 13 anni, Oprah scappò di casa. L'anno successivo rimase incinta, ma suo figlio nacque prematuro e morì poco dopo la nascita.

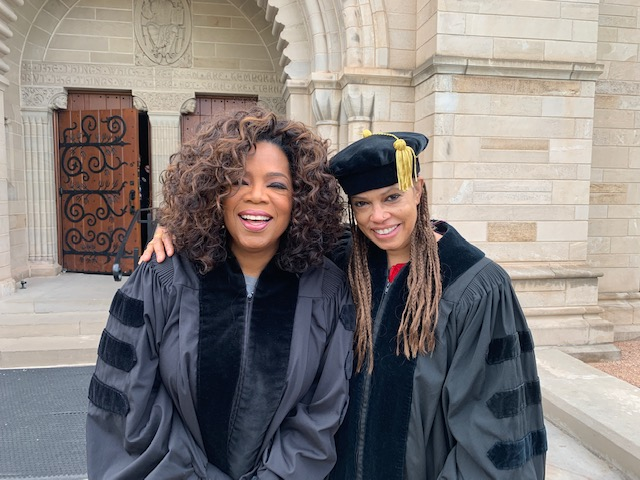
Oprah e France Winddance Twine alla consegna della laurea ad honorem presso Università del Colorado nel 2019.

Dopo aver vinto una borsa di studio per l'Università del Tennessee, Winfrey completò gli studi in comunicazione e marketing, lavorando contemporaneamente presso la stazione radiofonica locale, WVOL, che la assunse part-time per fare il notiziario. Lavorò inoltre in diversi supermercati e vinse il concorso di bellezza Miss Black Tennessee. Successivamente, dopo il successo dei suoi programmi ottenne due dottorati honoris causa dalle prestigiose università Duke, Università del Colorado e Harvard.
Dagli inizi degli anni '90 frequenta lo scrittore best seller e imprenditore statunitense Stedman Graham.

## Carriera

### Carriera televisiva

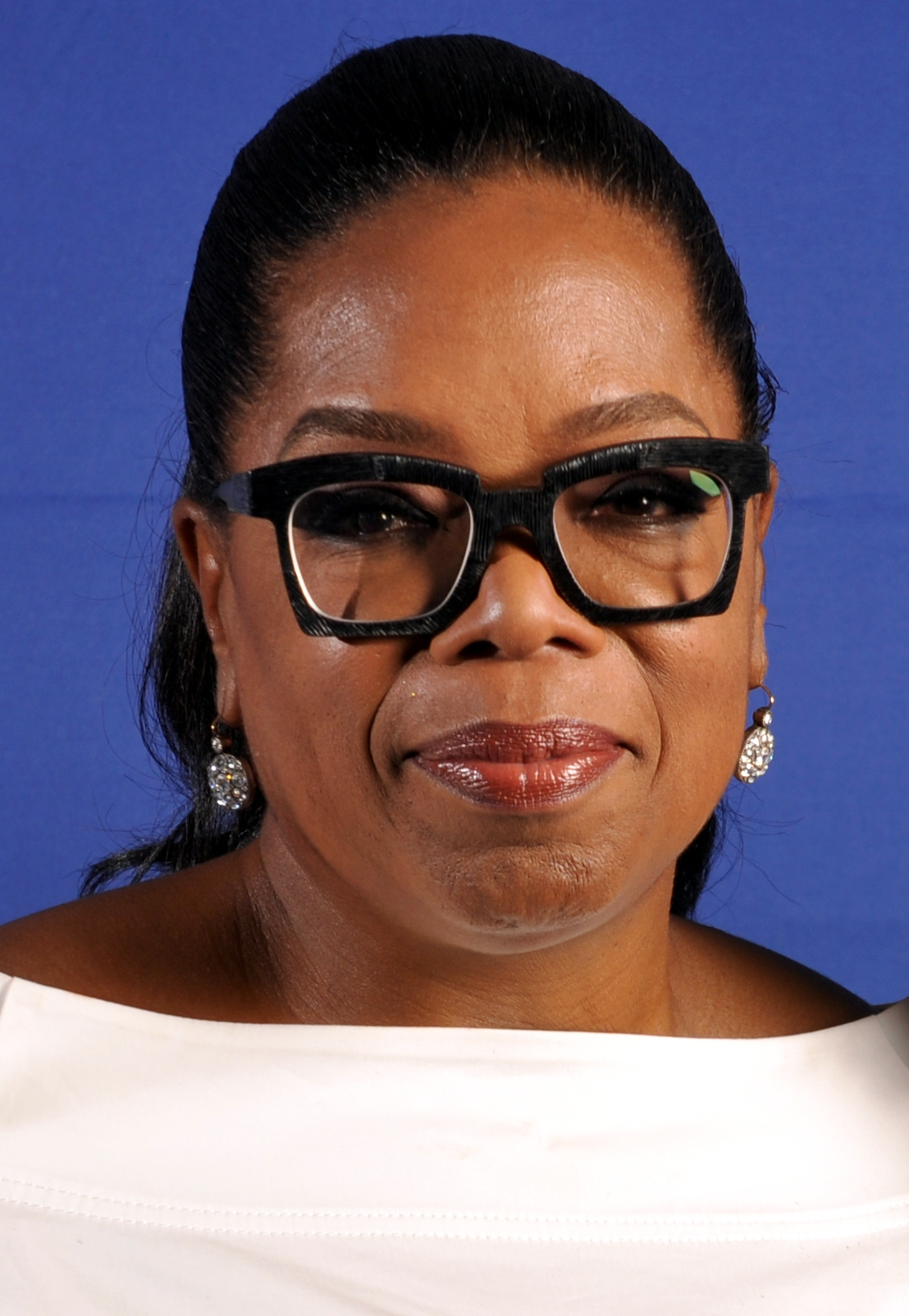
Oprah Winfrey nel 2016

Fin dagli inizi della sua carriera, quando leggeva le notizie dei telegiornali, Oprah Winfrey ha dimostrato un forte carisma comunicativo. Nel 1986 il suo talk show The Oprah Winfrey Show (poi abbreviato in Oprah) debutta sulle reti nazionali: inizialmente pensato con un taglio tradizionale fu presto trasformato dalla forte personalità della conduttrice per richiamare l'attenzione del pubblico verso i problemi sociali. In molti casi gli argomenti o i casi trattati nel corso delle puntate dello show diventarono fenomeni di moda o argomento di pubblico dibattito come per esempio accadde con i libri presentati nel corso della trasmissione, istantaneamente campioni di vendita. Il successo del programma fu un caso unico nel panorama televisivo statunitense, divenendo metro di paragone ancora oggi per i talk show. Ciò nonostante, nel novembre 2009 Winfrey annuncia ai suoi telespettatori che la stagione successiva dello show (2010-2011) sarebbe stata l'ultima, dopo venticinque anni. La puntata finale è stata trasmessa il 9 settembre 2011.
Nel corso del The Oprah Winfrey Show ha intervistato oltre 37.000 personalità, tra cui i Presidenti degli Stati Uniti Bill Clinton e Barack Obama, i cantanti Michael Jackson, Whitney Houston, Beyoncé, Jay-Z, Mariah Carey, Madonna, Céline Dion, Barbra Streisand, Tina Turner, Dolly Parton, i giornalisti e scrittori Barbara Walters, Tyler Perry, Maya Angelou, Lin-Manuel Miranda e gli attori e personaggi televisivi Tom Cruise, Bill Cosby, Elizabeth Taylor, Shonda Rhimes, Denzel Washington, Ellen DeGeneres e gli imprenditori Bob Iger e Diane von Fürstenberg .
Nel gennaio 2017 la CBS ha annunciato che Winfrey si sarebbe unita a 60 Minutes come collaboratore speciale nel programma di notizie della domenica sera a partire dal settembre 2017, terminando la collaborazione alla fine del 2018. Nel giugno 2018 Apple ha annunciato una partnership pluriennale da un miliardo di dollari, per produrre contenuti e nuovi programmi esclusivamente per il servizio di streaming di Apple TV+. Il primo spettacolo nell'ambito dell'accordo, Oprah's Book Club, ha debuttato il 1º novembre 2019, basato sull'omonimo segmento del The Oprah Winfrey Show. Il secondo show, Oprah Talks COVID-19, ha debuttato il 21 marzo 2020, durante la pandemia di COVID-19. Un terzo show, The Oprah Conversation va in onda nel luglio 2020.

### Carriera cinematografica
Nel 1985 debutta come attrice nel film cult Il colore viola di Steven Spielberg nel ruolo di Sofia, interpretazione per cui riceve la candidatura all'Oscar alla miglior attrice non protagonista e ai Golden Globe nella medesima categoria. Successivamente ad alcuni progetti televisivi, recita nel film Beloved, di cui è anche produttrice, sebbene risulti un flop commerciale con una perdita di oltre 40 milioni di dollari.
A distanza di 10 anni, nel 2013 è stata scelta nel ruolo di co-protagonista nel film The Butler - Un maggiordomo alla Casa Bianca, la cui interpretazione le fa ottenere la candidatura al Premio BAFTA come migliore attrice non protagonista e agli Screen Actors Guild Award. Il film risultò inoltre un successo commerciale, generando oltre 170 milioni di dollari a fronte di un budget di produzione di 30 milioni. L'anno successivo recita e produce il film Selma - La strada per la libertà, ricevendo una nomina ai Premi Oscar, ai Golden Globe e agli Independent Spirit Awards come produttrice.

## Imprenditoria

### Telecomunicazioni

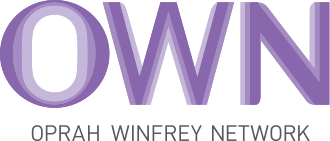
Logo dellOprah Winfrey Network.

#### Oprah Winfrey Network
Oprah Winfrey Network (OWN) è un canale americano multinazionale via cavo, di base di proprietà congiunta di Discovery Inc.(95%) e Harpo Studios (5%), di cui la Winfrey è amministratrice delegata dal 2011. I palinsesti prevedono talk show, serie televisive, reality e telegiornali, inizialmente associati alla rivista della Winfrey. Il canale a pagamento è distribuito tramite i canali Discovery in oltre dieci nazioni, compresi Stati Uniti, Canada, Regno Unito, Sudafrica, Australia, Brasile e Russia.

#### Radio
Il 9 febbraio 2006, è stato annunciato che la Winfrey ha firmato un contratto triennale da 55 milioni di dollari con XM Satellite Radio per stabilire un nuovo canale radiofonico. Il canale, Oprah Radio, presenta popolari collaboratori di The Oprah Winfrey Show e The Oprah Magazine, tra cui Nate Berkus, il dottor Mehmet Oz, Bob Greene, il dottor Robin Smith e Marianne Williamson. Oprah & Friends ha iniziato a trasmettere alle 11:00 am ET, il 25 settembre 2006, da un nuovo studio nella sede della Winfrey a Chicago, Illinois. Il canale trasmette 24 ore al giorno, sette giorni alla settimana sul canale 156 di XM Radio. Il contratto della Winfrey le impone di essere in onda 30 minuti a settimana, 39 settimane all'anno, sino al 2014, anno in cui il contratto è stato sciolto con la chiusura del canale.

### Editoria

#### The Oprah Magazine
Dal 19 aprile 2000 al dicembre 2020 è stata redattrice e scrittrice sulla propria rivista mensile The Oprah Magazine. A giugno 2004, la sua tiratura media a pagamento era di oltre 2,7 milioni di copie. Un'edizione sudafricana seguita da Samantha Page è stata pubblicata per la prima volta nell'aprile 2002, ottenendo oltre 300.000 lettori negli anni successivi. Nel dicembre 2020 è stata annunciata la chiusura della rivista in formato cartaceo dalla stessa Oprah nel numero del mese di dicembre, in favore della totale digitalizzazione della stessa. Difatti la rivista conta al 2018 oltre 10 milioni di lettori online a fronte di 2,3 milioni che leggono dalla rivista cartacea.

#### An Oprah Book
Nel 2016, tramite la Macmillan Publishers, dà vita alla propria casa editrice denominata An Oprah Book.

### Investimenti
Nel 2015, Winfrey ha acquistato una quota di minoranza nella società di prodotti per la cura personale e la perdita di peso, quotata in borsa, Weight Watchers per un valore riportato di 34 milioni di dollari. Nel 2020, il valore di quelle azioni era aumentato fino a 430 milioni di dollari. È anche un investitore in True Food Kitchen, una catena di ristoranti fondata dal medico Andrew Weil, spesso presente nei suoi programmi televisivi come esperto di alimentazione.

## Filantropia,The Oprah Effecte controversie

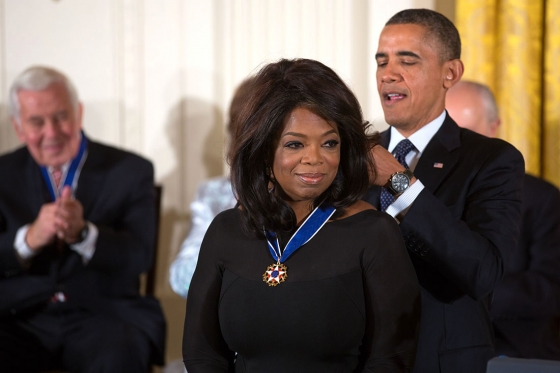
Oprah Winfrey durante la cerimonia di consegna della Medaglia presidenziale della libertà, 2013.

Winfrey, distintasi sin dagli esordi televisivi per il proprio sostegno nella lotta dei diritti umani nei confronti delle minoranze e delle donne, oltre che al sostegno di numerose campagne umanitarie, tra cui la lotta all'analfabetismo e alla povertà, è stata insignita di numerosi riconoscimenti, tra cui la Medaglia presidenziale della libertà da parte dell'allora presidente Barack Obama nel 2013.
All'inizio del 2007, la rivista Forbes l'ha dichiarata donna dello spettacolo più ricca del mondo, con un patrimonio di un miliardo e 500 milioni di dollari. Nel 2010 sempre Forbes l'ha dichiarata la seconda donna più potente del mondo dopo Michelle Obama e prima di Angela Merkel e Hillary Clinton. Nella categoria di Forbes del 2012 è la terza delle celebrità più potenti al mondo dopo Jennifer Lopez e prima di Rihanna e Lady Gaga.

### Oprah Effecte controversie sull'approccio televisivo
Il potere delle opinioni e dell'approvazione di Winfrey di influenzare l'opinione pubblica, in particolare le scelte di acquisto dei consumatori, è stato soprannominato "Oprah Effect - L'effetto Oprah".
L'effetto è stato documentato o presunto in ambiti diversi come le vendite di libri, i mercati della carne bovina e le votazioni elettorali. Alla fine del 1996, Winfrey ha introdotto il palinsesto Oprah's Book Club al suo show televisivo, divenendo un palinsesto talmente popolare che ogni volta che la Winfrey introduceva un nuovo libro come selezione del suo book-club, esso diveniva in poco tempo un best-seller; per esempio, quando ha selezionato il classico romanzo di John Steinbeck East of Eden, la settimana seguente è salito in cima alle classifiche dei libri più venduti negli Stati Uniti. Nonostante il successo mediatico riscosso dagli scrittori, alcuni di essi criticarono la conduttrice poiché ritenevano i propri libri non adatti al pubblico a cui venivano raccontati e consigliati, tra i principali oppositori vi furono Jonathan Franzen e James Frey.

#### The Secret, guru e controversie sulla medicina

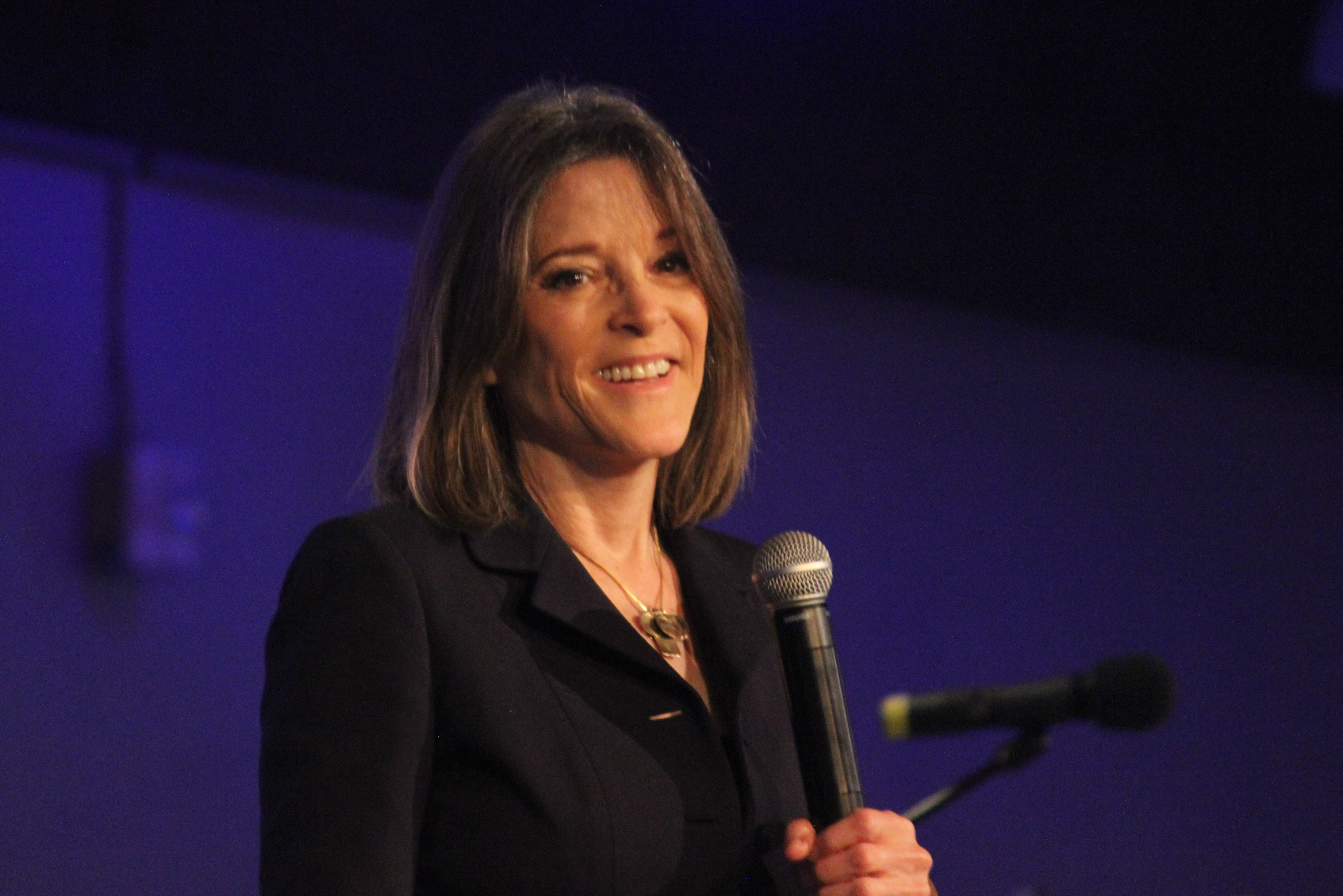
Marianne Williamson.

Winfrey è stata criticata per i contenuti dei propri talk show, incentrati sulla cura di sé stessi, il reciproco sostegno sociale, circondandosi da numerosi esperti e guru della vita sana, tra cui scrittrice e politica Marianne Williamson, diventata sua guida spirituale e presenza frequente nei suoi programmi televisivi. La conduttrice è stata infatti accusata di promuovere atteggiamenti di reciproco aiuto controversi e una politica di attaccamento alla spiritualità, denominati sotto il titolo The Secret.
L'effetto persuasivo del programma portò alcuni telespettatori a non proseguire le cure mediche per dedicarsi alla meditazione e diete particolarmente ricercate, sostenute dal medico Robert O. Young. Caso di cronaca fu l'intervista a Kim Tinkham, telespettatrice malata di cancro, a cui Winfrey ricordò più volte di non abbandonare le cure mediche, sebbene fosse soddisfatta della popolarità del suo messaggio. Eccessivamente plasmata dall'ideologia Tinkham morì di cancro senza più sottoporsi alle cure. Il medico subì nel corso degli anni 2010 numerosi processi e sospensioni della licenza medica per non essere intervenuto in casi di diagnosi di cancro, con conseguente espulsione dagli show di Winfrey.

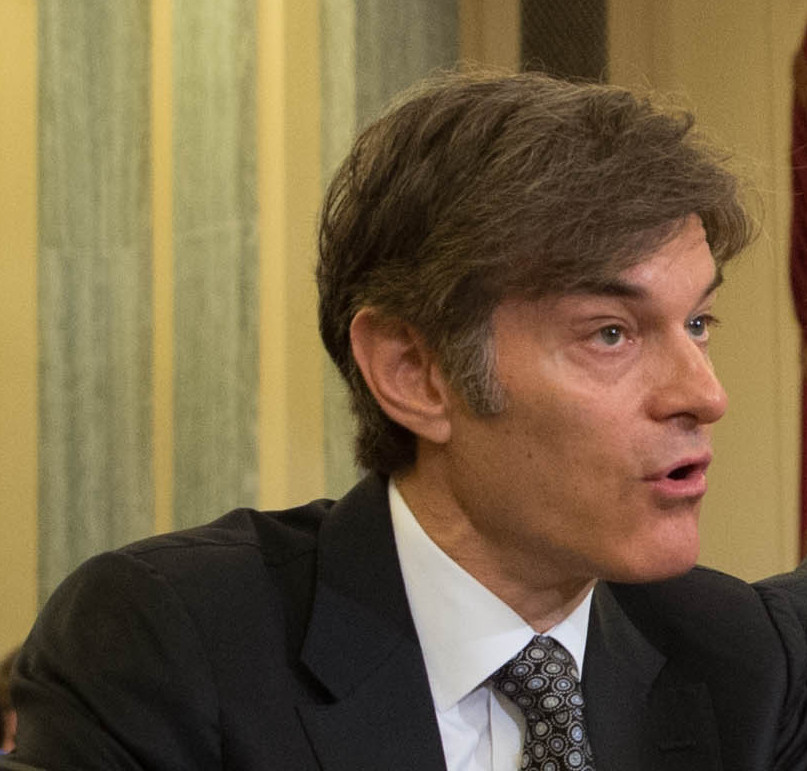
Dr. Mehmet Oz.

Winfrey ha sostenuto Mehmet Oz, meglio conosciuto come Dr. Oz nello show della conduttrice, dove è diventato famoso per dispensare consigli sulla salute a metà degli anni 2000. Dopo essere stato accusato di promuovere trattamenti senza basi scientifiche, Winfrey ha espulso il medico dalle sue reti televisive dal 2016.
Winfrey è stata inoltre accusata di favoreggiamento nei confronti della campagna antivaccinale di Jenny McCarthy, che appoggia gli studiosi che associano l'autismo alla successiva somministrazione dei vaccini.

#### Hamburger Panice il morbo della mucca pazza
Durante una trasmissione sul morbo della mucca pazza con il virologo Howard Lyman (andata in onda il 16 aprile 1996), Winfrey disse che le era stato impedito di mangiare un altro hamburger. Con effetto immediato, denominato Hamburger panic, milioni di telespettatori smisero di comprare carne per paura di contrarre il virus. Gli allevatori texani fecero causa a lei e a Lyman all'inizio del 1998 per "falsa diffamazione di cibo deperibile" e "denigrazione commerciale", sostenendo che le osservazioni di Winfrey avevano fatto crollare i prezzi del bestiame, costando ai produttori di carne bovina 11 milioni di dollari. Il 26 febbraio successivo, dopo un processo di due mesi in un tribunale di Amarillo, Texas, una giuria trovò che Winfrey e Lyman non erano responsabili dei danni.

### Politica

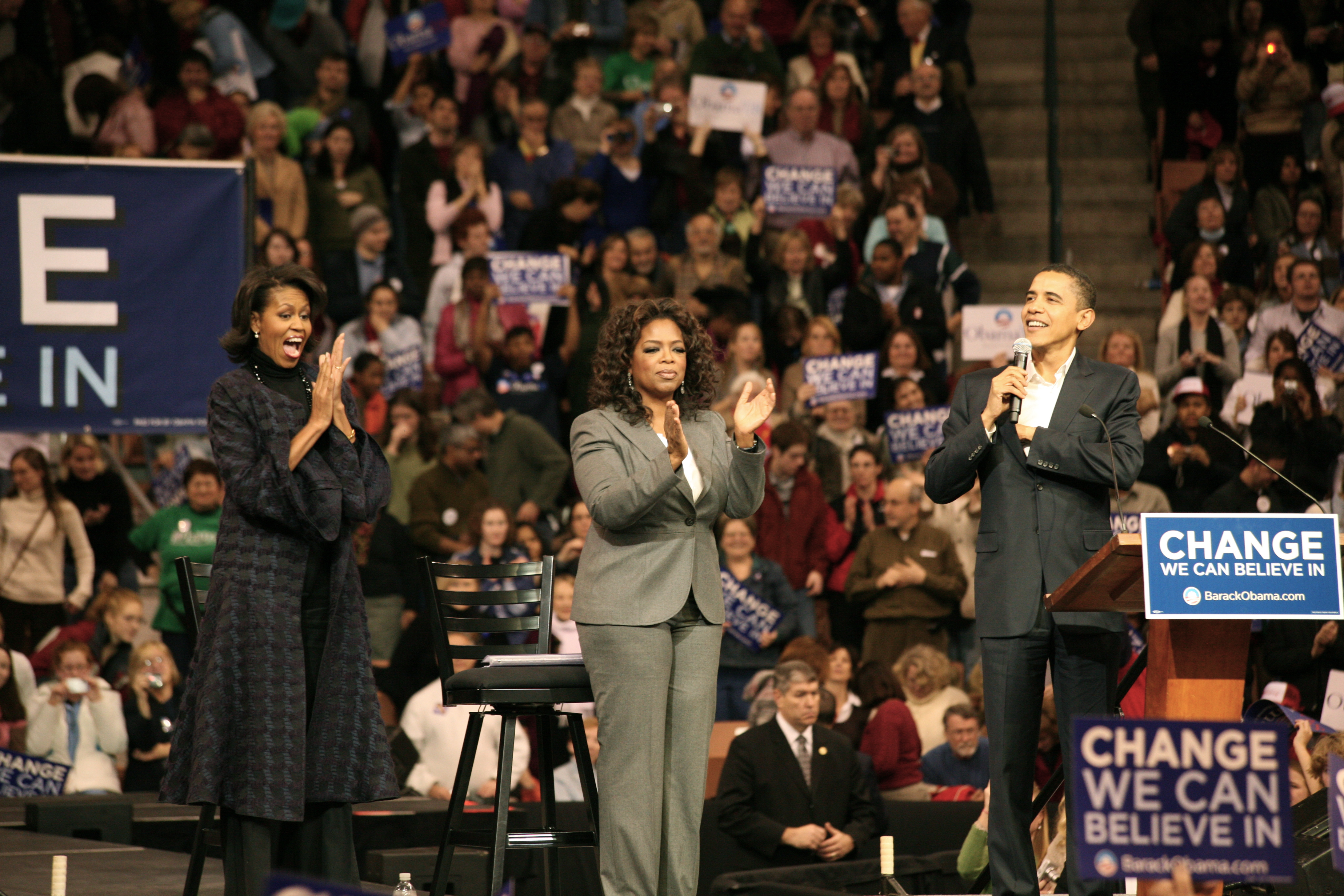
Michelle Obama, Oprah Winfrey e Barack Obama durante i comizi del 2008.

Winfrey ha appoggiato il candidato presidenziale Barack Obama alle elezioni presidenziali statunitensi del 2008. Gli economisti statunitensi stimano che l'appoggio di Winfrey è valso oltre un milione di voti nella corsa primaria democratica e che senza, Obama probabilmente avrebbe perso la nomina. Nel dicembre 2007, Winfrey si unì a Obama per una serie di raduni nei primi stati primari di Iowa, New Hampshire e Carolina del Sud, attirando per ciascun evento una folla di quasi 30.000 elettori, il più grande per qualsiasi evento politico del 2007. Il governatore dell'Illinois, Rod Blagojevich, ha riferito di essere stato così colpito dall'appoggio di Winfrey che ha considerato di offrirle il seggio senatoriale vacante di Obama, descrivendo Winfrey come "la persona più determinante nell'elezione di Barack Obama presidente", con "una voce più grande di tutti i 100 senatori messi insieme".
Nel 2018, Winfrey ha iniziato a fare propaganda porta a porta per la candidata democratica alle elezioni governatoriali negli Stati Uniti d'America del 2018 della Georgia.

### Associazioni umanitarie

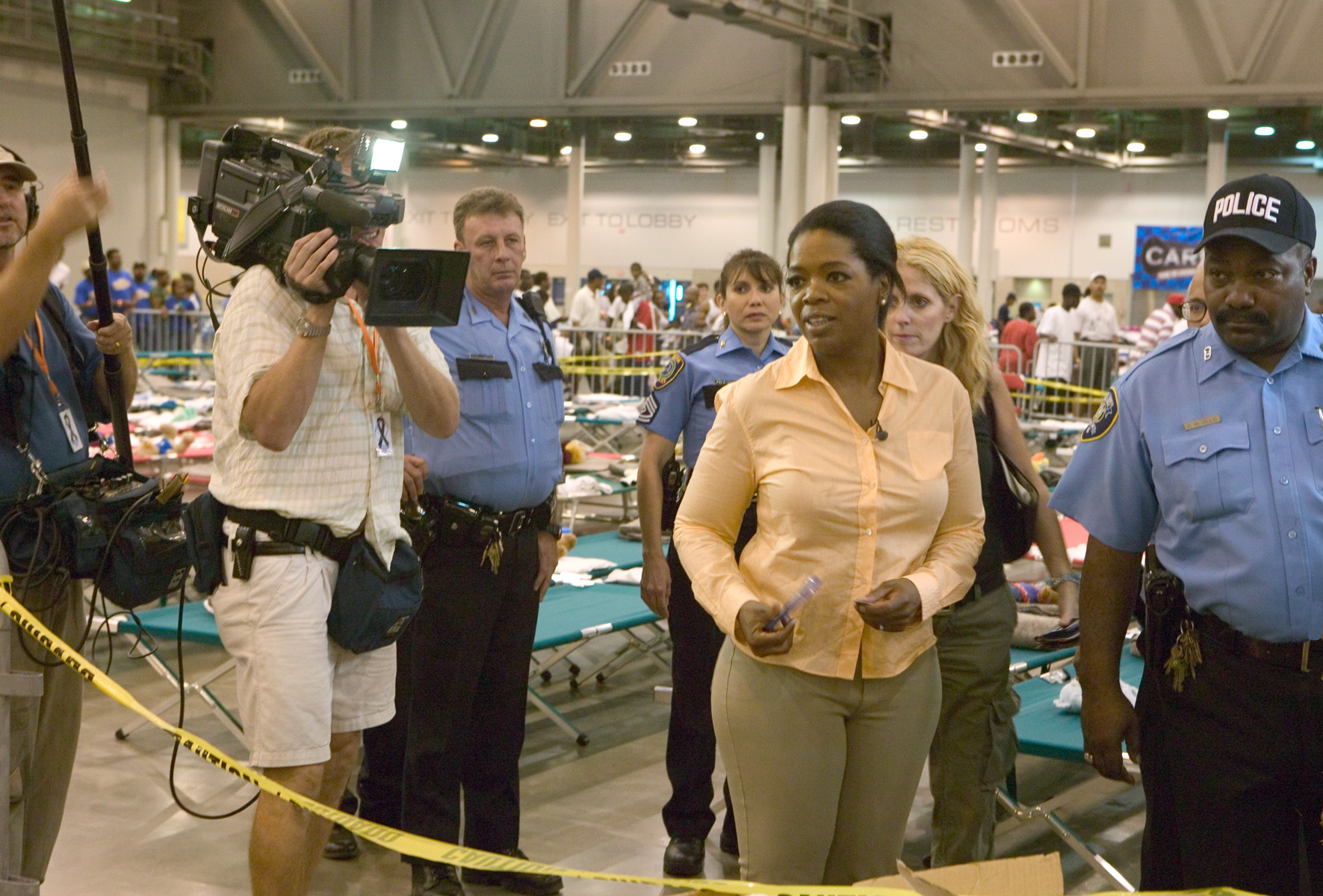
Oprah al Reliant Center, realizzato per dare asilo agli sfollati a Houston, Texas, a seguito dell'Uragano Katrina nel 2005.

Nel 1998, Winfrey creò l'Oprah's Angel Network, un ente di beneficenza che sosteneva progetti caritatevoli e forniva sovvenzioni alle organizzazioni non profit di tutto il mondo. Winfrey ha coperto personalmente tutti i costi amministrativi associati all'associazione, quindi il 100% di tutti i fondi raccolti è andato ai programmi di beneficenza. Nel maggio 2010, con la fine dello show di Winfrey, l'associazione ha smesso di accettare donazioni ed è stata chiusa.
A partire dal 2012, Winfrey ha anche dato più di 400 borse di studio al Morehouse College di Atlanta, Georgia.
Tramite la propria associazione Oprah Angel Network Katrina ha donato fondi per la ricostruzione delle abitazioni e città in seguito alle devastazioni provocate in Texas, Louisiana, Mississippi e Alabama dagli uragani Katrina e Rita.
Winfrey sostiene inoltre il movimento Global Citizen e il Nike Foundation.

### Oprah Winfrey Leadership Academy for Girlse controversie
Nel 2004, in seguito a una promessa fatta a Nelson Mandela ha investito 40 milioni di dollari per aprire una scuola per ragazze povere in Sudafrica, la Oprah Winfrey Leadership Academy for Girls, che sorge nella cittadina di Henley-on-Klip, a sud di Johannesburg.
Alcuni mesi dopo l'apertura dell'istituto la sorvegliante del dormitorio è stata arrestata e accusata di aver abusato sessualmente di circa 6 studenti di seconda e terza media. Winfrey ha accusato parte dei funzionari di favoreggiamento dei gesti tramite estorsioni e varie minacce agli studenti. Dopo tre anni di processi penali, in cui la direttrice dell'istituto affermò che Winfrey fosse a conoscenza delle azioni della sorvegliante, quest'ultima fu assolta, poiché le versioni degli studenti furono ritenute contraddittorie e superficiali.

### Sostegno al National Child Protection Act e lotta contro gli abusi su minori
Winfrey ha dichiarato di essere stata molestata dal cugino, dallo zio e da un amico di famiglia, a partire da quando aveva nove anni, cosa che ha annunciato per la prima volta in un episodio del 1986 del suo show televisivo riguardante l'abuso sessuale. Quando Winfrey ha raccontato il presunto abuso con i membri della famiglia all'età di 24 anni, questi si sarebbero rifiutati di credere al suo racconto.
Il National Child Protection Act, firmato in legge dal presidente Bill Clinton nel 1994, stabilisce un registro nazionale degli abusatori di bambini per aiutare i datori di lavoro e coloro che lavorano con i bambini a selezionare le persone pericolose. Winfrey è stata tra i maggiori sostenitori della legge per via degli abusi subiti nella sua infanzia.

### Sostegno della comunità LGBTQ
Winfrey sostiene la comunità LGBT, seguendo numerose campagne per i loro diritti. Ha inoltre supportato l'ascesa televisiva di Ellen Degeneres, affermando che "È nota per il suo spirito pungente e l'atteggiamento disinvolto, ma dietro la commedia c'è una donna che ha dovuto raccogliere il suo coraggio per arrivare dov'è oggi". Per questo motivo nel 1997 Winfrey è stata accusata di non poter essere una vera cristiana, religione che afferma di seguire, poiché approvò la relazione della Degeneres con una donna. Winfrey rispose alle accuse sentenziando: "Tutti quelli che si preoccupano che io ora vada all'inferno perché sto sostenendo lo show di Ellen DeGeneres, penso che tutti voi dovreste prendere quell'energia e cercare di creare un piccolo paradiso qui sulla terra per tutti. Dio ci ha creati africani, asiatici, europei, gay e etero. Lui ci vuole così, nell'amore."

### Femminismo e lotta per la parità di genere
Considerata un esempio della donna imprenditrice e in carriera, Winfrey ha combattuto il divario retributivo di genere, negoziando sin dai suoi esordi come produttrice negli anni '80 la paga delle lavoratrici donne all'interno dei suoi programmi, per garantire la medesima retribuzione tra uomo e donna. Winfrey sostiene il Women in the World Summit, fondato nel 2010 da Tina Brown.

#### Caso Harvey Weinstein e controversie
Nel 2018, durante il discorso a seguito della consegna del Golden Globe alla carriera, Winfrey ha sostenuto le donne che portarono alla luce il caso Harvey Weinstein, accusato di aver stuprato e violentato numerose attrici e personalità dello spettacolo hollywoodiano, affermando: «quello che so per certo è che dire la propria verità è lo strumento più potente che abbiamo tutti; [...] E sono particolarmente orgogliosa e ispirata da tutte le donne che si sono sentite abbastanza forti e abbastanza potenti da parlare e condividere le loro storie personali».
Nonostante la posizione di Winfrey, numerosi personalità del mondo dello spettacolo e della musica hanno mosso critiche nei suoi confronti. A seguito delle affermazioni di Winfrey, il cantautore britannico Seal ha affermato: «Quando sei stato parte del problema per decenni, ma improvvisamente tutti pensano che tu sia la soluzione». L'attrice Mo'Nique riporta in un'intervista alla CBS un dialogo di Winfrey del 2017, dicendo: «Oprah ha fatto un'intervista al CBS Morning Show e le è stato chiesto di Harvey Weinstein da Norah O'Donnelll. Oprah ha affermato che "cerchi sempre di guardare l'arcobaleno tra le nuvole"», criticando inoltre Winfrey per l'apparente doppio livello di giudizio nel modo in cui ha risposto alle accuse di violenza sessuale contro Michael Jackson e Russell Simmons. Il rapper 50 Cent ha espresso il suo disappunto nei confronti di Winfrey per aver trascurato gli uomini bianchi rispetto alle persone di origine afroamericana negli scandali di violenza sessuale su donne e bambine.

### Comunità afroamericana e latinoamericana
Nel 2013, Winfrey ha donato 12 milioni di dollari allo Smithsonian's National Museum of African American History and Culture.
Winfrey sostiene il movimento del Black Lives Matter, recriminando ogni forma di razzismo.
Nel 2018, Winfrey ha donato 500.000 dollari alla manifestazione studentesca March for Our Lives a favore del controllo delle armi negli Stati Uniti.
Nel 2020, Winfrey si è esposta a favore di una maggiore circolazione della cultura latinoamericana, incrementando all'interno dei suoi palinsesti televisivi la partecipazione di autori latinos.

## Scrittrice
Oprah Winfrey ha co-scritto dieci libri:
- The Uncommon Wisdom of Oprah Winfrey: A Portrait in Her Own Words (1996)
- Journey to Beloved (Photography by Ken Regan) (1998)
- Make the Connection: Ten Steps to a Better Body and a Better Life (co-authored with Bob Greene) (1998)
- Oprah Winfrey: The Soul and Spirit of a Superstar (200)
- What I Know for Sure (2014)
- Mr. or Ms. Just Right (co-authored with B. Grace) (2016)
- Food, Health and Happiness (2017)
- The Wisdom of Sundays: Life-Changing Insights from Super Soul Conversations (2017)
- The Wisdom Journal: The Companion to The Wisdom of Sundays (2017)
- The Path Made Clear: Discovering Your Life's Direction and Purpose (2019)

## Filmografia

### Cinema
- Il colore viola (The Color Purple), regia di Steven Spielberg (1985)
- Paura (Native Son), regia di Jerrold Freedman (1986)
- Getta la mamma dal treno (Throw Momma from Train), regia di Danny DeVito (1987)
- Beloved, regia di Jonathan Demme (1998)
- Ocean's Thirteen (Ocean's 13), regia di Steven Soderbergh (2007)
- The Butler - Un maggiordomo alla Casa Bianca (Lee Daniels' The Butler), regia di Lee Daniels (2013)
- Selma - La strada per la libertà (Selma), regia di Ava DuVernay (2014)
- Nelle pieghe del tempo (A Wrinkle in Time), regia di Ava DuVernay (2018)
- Un amico straordinario (A Beautiful Day in the Neighborhood), regia di Marielle Heller (2019)

### Televisione
- The Women of Brewster Place – miniserie televisiva, 2 episodi (1989)
- Brewster Place – serie TV, 11 episodi (1990)
- La legge di Bird (Gabriel's Fire) – serie TV, episodio 1x12 (1990)
- Willy, il principe di Bel-Air (The Fresh Prince of Bel-Air) – serie TV, episodio 3x09 (1992)
- Ellen – serie TV, episodi 4x22, 4x23 (1997)
- Before Women Had Wings, regia di Lloyd Kramer – film TV (1997)
- Quell'uragano di papà (Home Improvement) – serie TV, episodio 8x14 (1999)
- Casa Hughley (The Hughleys) – serie TV, episodio 2x02 (1999)
- 30 Rock – serie TV, episodio 3x02 (2008)
- Greenleaf – serie TV, 11 episodi (2016-2017)
- La vita immortale di Henrietta Lacks (The Immortal Life of Henrietta Lacks), regia di George C. Wolfe – film TV (2017)
- The Handmaid's Tale – serie TV, episodi 2x11, 3x11 (2018-2019)

### Doppiatrice
- Il nostro amico Martin (Our Friend, Martin), regia di Rob Smiley (1999)
- La tela di Carlotta (Carlotta's Web), regia di Gary Winick (2006)
- Bee Movie, regia di Simon J. Smith e Steve Hickner (2007)
- La principessa e il ranocchio (The Princess and the Frog), regia di Ron Clements e John Musker (2009)
- Gli eroi del Natale (The Star), regia di Timothy Reckart (2017)
- Piece by Piece, regia di Morgan Neville (2024)

### Produttrice
- The Oprah Winfrey Show – programma TV (produttrice 8 episodi, 1989-2011)
- ABC Afterschool Special – programma TV (produttrice episodio 21x02, 1993)
- Il matrimonio di Shelby (The Wedding), regia di Charles Burnett – film TV (produttrice esecutiva, 1998)
- Beloved, regia di Jonathan Demme (produttrice, 1998)
- I loro occhi guardavano Dio (Their Eyes Were Watching God), regia di Darnell Martin – film TV (produttrice esecutiva, 2005)
- The Great Debaters - Il potere della parola (The Great Debaters), regia di Denzel Washington (produttrice, 2007)
- The Dr. Oz Show – programma TV (produttrice 4 episodi, 2009)
- Precious, regia di Lee Daniels (produttrice esecutiva, 2009)
- Amore, cucina e curry (The Hundred-Foot Journey), regia di Lasse Hallström (produttrice, 2014)
- Selma - La strada per la libertà (Selma), regia di Ava DuVernay (produttrice, 2014)
- Greenleaf – serie TV (produttrice esecutiva, 55 episodi 2016-2020)
- Queen Sugar – serie TV (produttrice esecutiva, 88 episodi 2016-2022)
- The Immortal Life of Henrietta Lacks, regia di George C. Wolf – film TV (produttrice esecutiva, 2017)
- When They See Us – miniserie TV (produttrice esecutiva 4 episodi, 2019)
- The Water Man, regia di David Oyelowo (produttrice esecutiva, 2020)
- The Me You Can't See – docuserie (produttrice esecutiva, 2021)
- The Kings of Napa – soap opera (produttrice esecutiva, 8 episodi, 2022-in corso)
- Il colore viola (The Color Purple), regia di Blitz Bazawule (produttrice, 2023)

## Programmi televisivi
- Saturday Night Live – programma televisivo, episodio 11x14 (1986)
- The Oprah Winfrey Show – programma televisivo, 4561 episodi (1986-2011)
- ABC Afterschool Specials – programma televisivo, 4 episodi (1992-1994)
- The Rosie O'Donnell Show – programma televisivo, 3 episodi (1998-2000)
- MADtv – programma televisivo, episodio 8x03 (2002)
- Good Morning America – programma televisivo, 11 episodi (2004-2021)
- The Ellen DeGeneres Show – programma televisivo, 14 episodi (2009-2021)
- Oprah's Lifeclass – programma televisivo, 63 episodi (2011-2014)
- Oprah's Masterclass – programma televisivo, 52 episodi (2011-2018)
- Super Soul Sunday – programma televisivo, 184 episodi (2011-in corso)
- Al passo con i Kardashian (Keeping Up with the Kardashians) – programma televisivo, episodio 7x15 (2012)
- Oprah Prime – programma televisivo, 85 episodi (2012-2015)
- Oprah: Where Are They Now? – programma televisivo, 108 episodi (2012-2017)
- Jimmy Kimmel Live! – programma televisivo, 6 episodi (2012-2018)
- The Tonight Show Starring Jimmy Fallon – programma televisivo, episodio 2x66 (2014)
- The Dr. Oz Show – programma televisivo, episodi 6x73, 8x141 (2014-2017)
- Oprah Winfrey Presents: Becoming Michelle Obama – speciale TV (2018)
- Oprah's Book Club – programma televisivo, 6 episodi (2019-in corso)
- Visible: Out on Television – programma televisivo, episodi 1x03, 1x04 (2020)
- Oprah Talks COVID-19 – programma televisivo, 13 episodi (2020)
- Together at Home (One World: Together at Home) – speciale TV (2020)
- The Me You Can't See – docuserie (2021)
- Oprah with Meghan and Harry – speciale TV (2021)
- Adele: One Night Only – speciale TV (2021)
- Oprah + Viola: Un evento speciale Netflix (Oprah + Viola: A Netflix Special Event) – speciale TV (2022)
- The Light We Carry: Michelle Obama and Oprah Winfrey – speciale TV (2023)

## Doppiatrici italiane
Nelle versioni in italiano delle opere in cui ha recitato, Oprah Winfrey è stata doppiata da:
- Serena Verdirosi in Getta la mamma dal treno, Selma - La strada per la libertà
- Laura Romano in The Butler - Un maggiordomo alla Casa Bianca, Welcome to Me
- Solvejg D'Assunta ne Il colore viola
- Graziella Polesinanti in Paura
- Alessandra Chiari in The Oprah Winfrey Show
- Silvia Pepitoni in Willy, il principe di Bel-Air
- Cristiana Lionello in Beloved
- Anna Rita Pasanisi in 30 Rock
- Fabrizia Castagnoli in La vita immortale di Henrietta Lacks
- Rossella Izzo in Nelle pieghe del tempo
- Emanuela Baroni in The Six Triple Eight

Da doppiatrice è sostituita da:
- Laura Romano in La tela di Carlotta
- Ludovica Modugno in Bee Movie
- Angiola Baggi ne La principessa e il ranocchio
- Stefanella Marrama in Gli eroi del Natale

## Riconoscimenti
- Premio Oscar
  - 1986 – Candidatura alla miglior attrice non protagonista per Il colore viola
  - 2012 – Premio umanitario Jean Hersholt
  - 2015 – Candidatura al miglior film per Selma - La strada per la libertà

- Golden Globe
  - 1986 – Candidatura alla migliore attrice non protagonista per Il colore viola
  - 2018 – Golden Globe alla carriera